# 亚历山德鲁·弗尔克
亚历山德鲁·弗尔克（羅馬尼亞語：Alexandru Fölker，1956年1月28日—），罗马尼亚男子手球运动员。他曾代表罗马尼亚国家队参加1976年、1980年和1984年夏季奥林匹克运动会手球比赛，获得一枚银牌和二枚铜牌。